# Tours de Castillon
Tours de Castillon je archeologické naleziště v departementu Bouches-du-Rhône v Provence ve Francii 2 km jižně od vesnice Paradou. Bylo osídleno v pravěku, ve středověku na jeho místě vznikla opevněná vesnice, z níž se dochovaly hradební věže a zbytky staveb.

## Historie

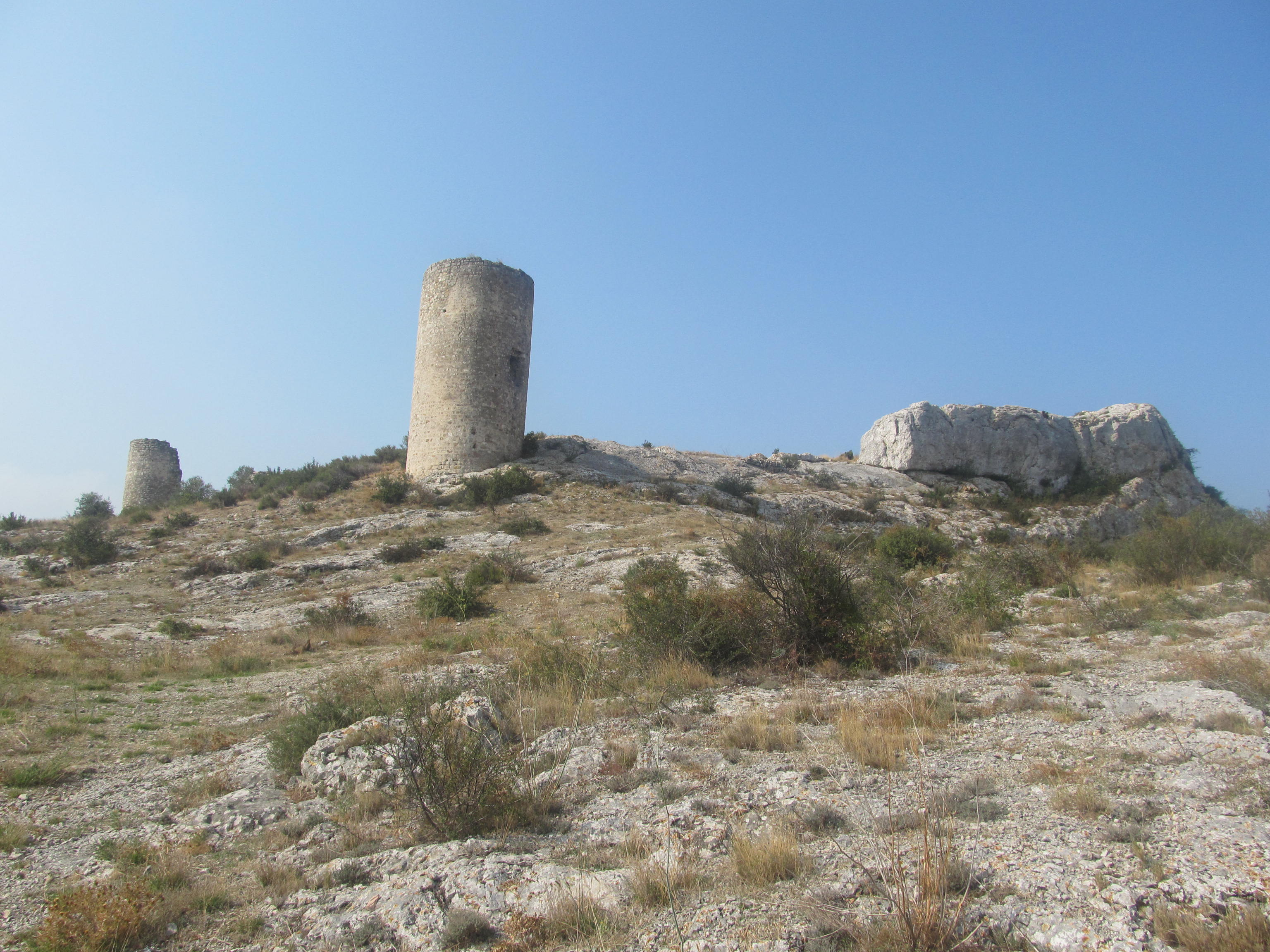
Středověké věže

Místo bylo poprvé osídleno a opevněno ve 2. století před naším letopočtem jako oppidum. Byl to strategicky významný opěrný bod nad bažinatou krajinou nazývanou Baux. Archeologický výzkum, prováděný zde v letech 1986–1990, prokázal, ža opevnění oppida tvořil věnec dvojitých valů. Na konci 2. nebo na počátku 1. století před naším letopočtem bylo oppidum zničeno požárem.
Ve středověku zde vznikla vesnice, která byla majetkem benediktinského opatství Montmajour poblíž Arles, v průběhu 11. nebo 12. století se stala příslušenstvím blízkého hradu Les Baux-de-Provence. Největší rozkvět prožívala vesnice ve 13. a 14. století, kdy byla nově opevněna a kdy zde žilo nejvíce obyvatel. Z této doby se dochovaly tři hradební věže. V 15. století byla vesnice opuštěna. Její obyvatelé založili vesnici Paradau. Jihovýchodně od objektu bylo objeveno středověké pohřebiště s pěti kosterními pozůstatky.

## Galerie

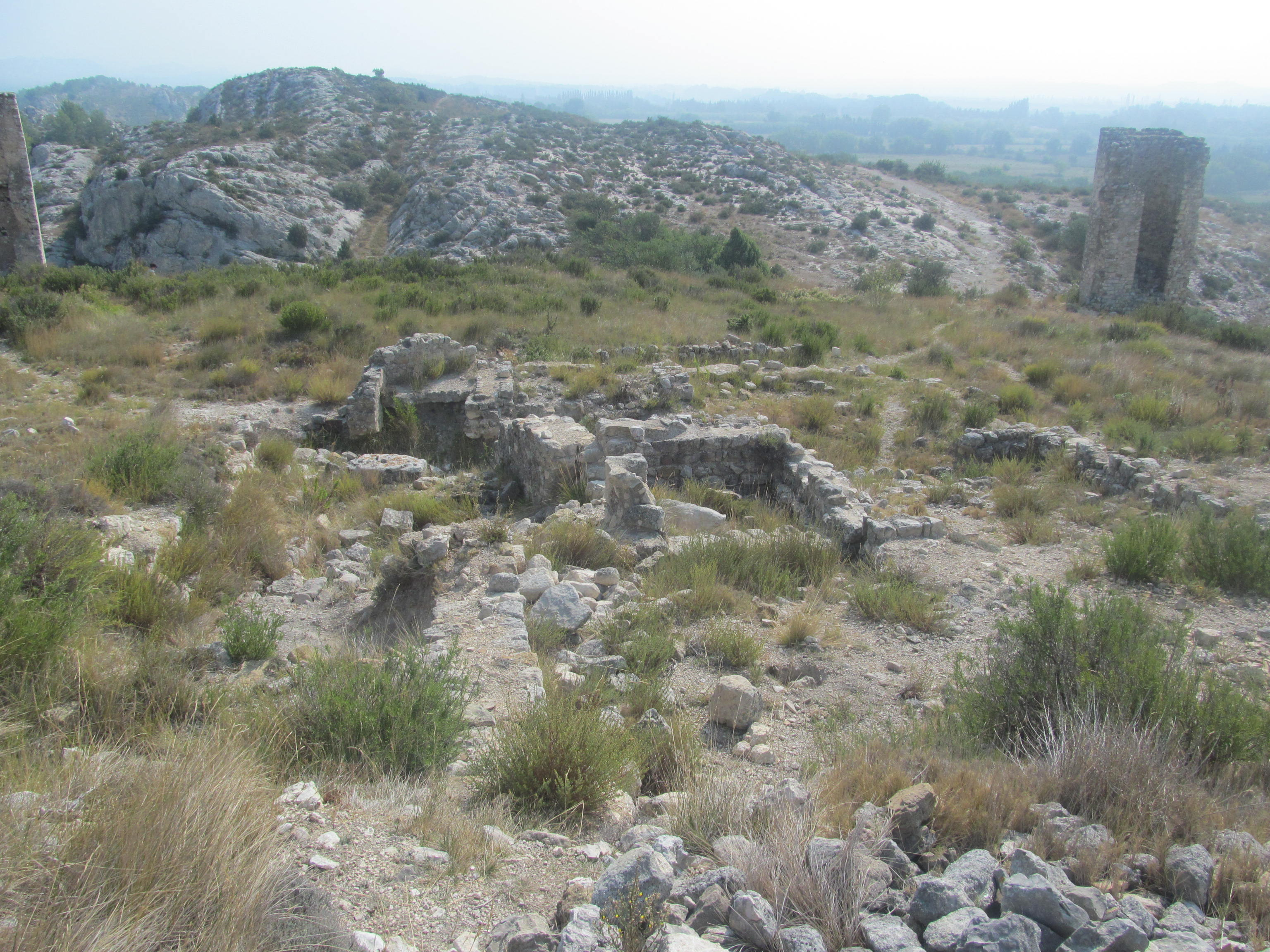
Pozůstatky středověkých staveb
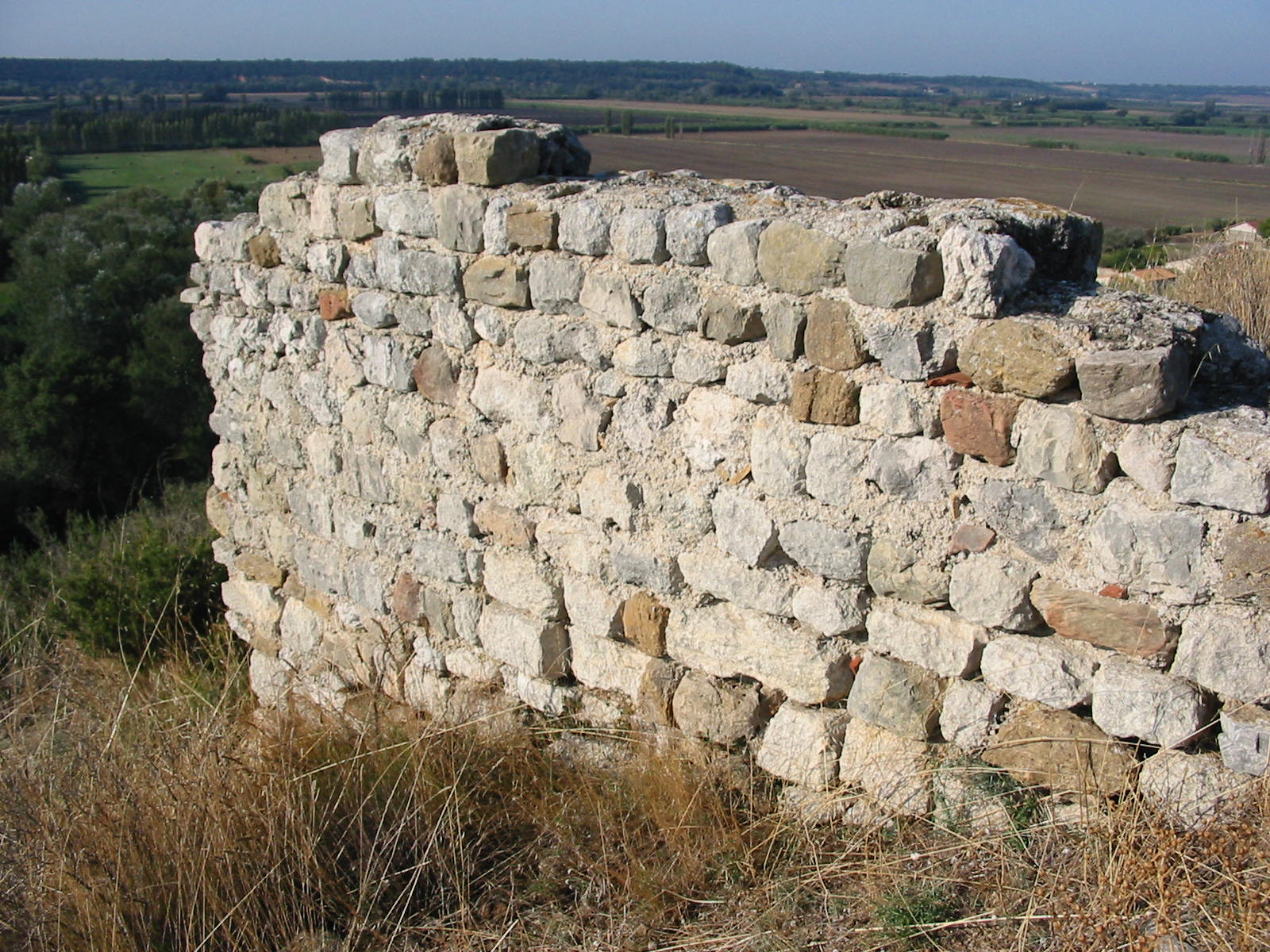
Zdivo jižně od věží